# Symfonie nr. 13 (Sjostakovitsj)
Symfonie nr. 13 in bes-mineur (Op. 113, ondergetiteld Babi Jar) is een op 20 juli 1962 voltooide symfonie van Dmitri Sjostakovitsj.

## Geschiedenis
De première vond plaats in Moskou op 18 december 1962 door het Filharmonisch Orkest van Moskou en de bassen van het Republikeins Staatskoor en het koor van de Gnessin Staatsacademie voor Muziek, onder leiding van Kirill Kondrasjin (nadat Jevgeni Mravinski had geweigerd het werk te dirigeren). De solist was Vitali Gromadsky. Deze symfonie wordt dikwijls als liedcyclus of koorsymfonie bestempeld, aangezien Sjostakovitsj delen van gedichten van Jevgeni Jevtoesjenko gebruikte die over de Tweede Wereldoorlog, het Bloedbad van Babi Jar en andere onderwerpen gaan. De vijf gedichten die Sjostakovitsj op muziek zette (één gedicht per deel) zijn in het Russisch en behelzen elk aspect van het Sovjetleven.

## Delen
1. Бабий Яр (Babi Jar): Adagio (15-18 minuten)
2. Юмор (Humor): Allegretto (8-9 minuten)
3. В магазине (In the winkel): Adagio (10-13 minuten)
4. Страхи (Angsten): Largo (11-13 minuten)
5. Карьера (Carrière): Allegretto (11-13 minuten)

## Instrumentatie
De symfonie is geschreven voor een bassolist, een koor bestaande uit bassen en een orkest bestaande uit:
- 3 fluiten (3e ook piccolo)
- 3 hobo's (3e ook Engelse hoorn)
- 3 klarinetten, (2e ook Eb-klarinet, 3e ook basklarinet)
- 3 fagotten (3e ook contrafagot)
- 4 hoorns
- 3 trompetten
- 3 trombones
- tuba
- pauken
- triangel
- castagnetten
- zweep
- woodblocks
- tamboerijn
- kleine trom
- grote trom
- cymbalen
- klokken
- tamtam
- klokkenspel
- xylofoon
- 2 harpen (bij voorkeur verdubbeld)
- celesta
- piano
- strijkers

## Voetnoten
1. ↑  MacDonald, 231.

Nr. 1 in f mineur · Nr. 2 in B majeur, "Oktober" · Nr. 3 in Es majeur, "De eerste mei" · Nr. 4 in c mineur · Nr. 5 in d mineur · Nr. 6 in b mineur · Nr. 7 in C majeur, "Leningrad" · Nr. 8 in c mineur · Nr. 9 in Es majeur · Nr. 10 in e mineur · Nr. 11 in g mineur, "Het jaar 1905" · Nr. 12 in d mineur, "Het jaar 1917" · Nr. 13 in bes mineur, "Babi Yar" · Nr. 14 · Nr. 15 in A majeur